# 1342 Brabantia
1342 Brabantia је астероид главног астероидног појаса. Приближан пречник астероида је 18,00 ,
а средња удаљеност астероида од Сунца износи 2,288 астрономских јединица (АЈ).
Инклинација (нагиб) орбите у односу на раван еклиптике је 20,922 степени, а орбитални период износи 1264,704 дана (3,462 године). Ексцентрицитет орбите астероида износи 0,203.
Апсолутна магнитуда астероида износи 11,35 а геометријски албедо 0,157.
Астероид је откривен 13. фебруара 1935. године.